# Karschia persica
Karschia persica är en spindeldjursart som beskrevs av Kraepelin 1899. Karschia persica ingår i släktet Karschia och familjen Karschiidae. Inga underarter finns listade i Catalogue of Life.